# Liste des abbés de Saint-Aubin d'Angers
Liste des abbés de Saint-Aubin d'Angers :

## IXesiècle
- Hélisachar

## Xesiècle
- Guy d'Anjou
- Witbold
- Albert

## XIesiècle
- Gontier
- Renaud
- Gérard Ier
- Humbert (....-1027)
- Primold (....-1035)
- Gautier (1036-1056)
- Théodoric (1056-....)
- Otbran (1081)
- Gérard II (1081-1109)

## XIIesiècle
- Archambaud (1106-1119)
- Hamelin (1119-1127)
- Robert de la Tour-Landry (1127-1154)
- Hugues (1154-1157)
- Guillaume Ier (1157-1189)

## XIIIesiècle
- Geoffroy Ier (1190-1210)
- Geoffroy II de Champ Livré (1210-1236)
- Geoffroy III Billon (1237-1240)
- Guillaume II de Berrye ((1240-1250)
- Guillaume III de Berrye (1250-1267)
- Guillaume IV Polart (1267-1276)

## XIVesiècle
- Nicolas Bernouin (1276-1301)
- Jean Ier de Mosay ou de Mozé (1301-1319)
- Jean II Bourrel ou Bonnel (début 1319- 1 sem. Pâques 1327)
- Gervais Medy ou de Petit-chien (1327- 1er mars 1339)
- Pierre Ier Malemouche (1339- 1er juin 1345)
- Pierre Bonneau (1345- 27 septembre 1349), mort de la peste.
- Jean III de la Bernichère (3 octobre 1349- ????)
- Albéric (1361)
- Jean IV (????- 1375)
- Pierre III (26 novembre 1375- 3 octobre 1376)
- Pierre IV de la Péruche ou de la Pérouse (1376- 4 août 1385)
- Thibaud Ruffier (1385 - 17 juillet 1412)

## XVesiècle
- Guy de Baïf (1412- 6 novembre 1442)
- Pierre V More (27 novembre 1442- 14 mars 1445)
- Lucas Bernard (4 avril 1445- 28 février 1464)
- Guillaume V de Maironio (mars 1464)
- Pierre VI de Laval (mars 1464- 1493)
- Jean V de Tinténiac du Percher (2 septembre 1493- 1523)

## XVIesiècle
- Hélie de Tinténiac (1523-1535)

## Abbés commendataires
- 1535-1540 : Charles de Hémard de Denonville évêque de Mâcon
- 1540-1564 : Charles de Pisseleu, évêque de Mende ,
- 1564-1598 : Pierre de Gondi évêque de Paris
- 1598-1654 : Jean-François de Gondi, archevêque de Paris
- 1654-1658 : Jules Mazarin
- 1658-1689 : Galatoire de Marca, Président au Parlement de Navarre fils de Pierre de Marca archevêque de Paris ;
- 1689-1731 : Charles-Maurice Le Peletier
- 1742-1759 : Louis-Guy de Guérapin de Vauréal
- 1760-1782 : Jacques de Grasse évêque d'Angers
- 1782-1790 : Jean-Baptiste du Plessis d'Argentré (dernier abbé)